# Cryptopygus benhami
Cryptopygus benhami är en urinsektsart som beskrevs av Christiansen och Bellinger 1980. Cryptopygus benhami ingår i släktet Cryptopygus och familjen Isotomidae. Inga underarter finns listade i Catalogue of Life.